# فرانسوا بيداريدا
فرانسوا بيداريدا (14 مارس 1926 في ليون – 16 سبتمبر 2001 في فونتين لو بور) هو مؤرخ أكاديمي فرنسي.
تركز أعماله على إنجلترا الفيكتورية وفرنسا في الحرب العالمية الثانية. وقدم مساهمات بحثية كبيرة في دراسة الهولوكوست. وكان مديرًا للبيت الفرنسي في أكسفورد من بين أدوار قيادية أخرى. 

## من أعماله
- بريطانيا العظمى - إنجلترا المنتصرة (1832-1914) ، هاتير، كول. « التاريخ المعاصر »، باريس، 1974
- النقابات والرعاة في بريطانيا العظمى (مع إيريك جيويلي وجيرارد راميكس)، 1980
- سياسة الإبادة النازية ، ألبين ميشيل، باريس، 1989
- النازية والإبادة الجماعية ، ناثان، باريس، 1991
- نظام فيشي والفرنسية ، 1992 (مع جان بيير أزيما)
- التاريخ وصناعة التاريخ في فرنسا 1945-1995 ، باريس، 1995
- تشرشل ، فيارد، باريس، 1999،
- التاريخ والنقد والمسؤولية، باريس/بروكسل، 2003